# Lennox (Dakota del Sud)
Lennox è un centro abitato (city) degli Stati Uniti d'America, situato nella contea di Lincoln nello Stato del Dakota del Sud. La popolazione era di 2,111 persone al censimento del 2010.

## Storia
La città prende il nome da Ben Lennox, un funzionario delle ferrovie.

## Geografia fisica
Lennox è situata a 43°21′14″N 96°53′44″W (43.353769, -96.895489).
Secondo lo United States Census Bureau, ha un'area totale di 1,31 miglia quadrate (3,39 km²).

## Società

### Evoluzione demografica
Secondo il censimento del 2010, la popolazione media della città era di 37,8 anni. Il 26,4% di persone sotto i 18 anni; il 6,7% di persone dai 18 ai 24 anni; il 27,2% di persone dai 25 ai 44 anni; il 23,7% di persone dai 45 ai 64 anni; e il 16% pari a 65 anni o di più. Il numero di abitanti per genere della città era il 49,4% maschi e il 50,6% femmine.